# Джамал Мусіала
Джамал Мусіала (англ. Jamal Musiala, нар. 26 лютого 2003, Штутгарт) — німецький та англійський футболіст нігерійського походження, півзахисник німецького клубу «Баварія» та збірної Німеччини.

## Клубна кар'єра
Народився 26 лютого 2003 року в місті Штутгарт в родині німкені польського походження та нігерійця. Розпочав займатись футболом у віці 5 років в клубі «Фульда-Ленерц». Коли Джамалу було сім років, восени 2010 року сім'ї довелося знову переїхати. Причиною цього було те, що мати навчалася за кордоном у Саутгемптоні на півдні Англії. В результаті молодий футболіст продовжив навчання в Англії, спочатку в академії місцевого «Саутгемптона», а з весни 2011 року столичного «Челсі». З командою U18 у 2018 році він виграв юнацький чемпіонат, кубок Англії та кубок ліги.
У липні 2019 року, у віці 16 років, Мусіала покинув «Челсі», повернувшись до Німеччини і ставши гравцем «Баварії». Там Джамал теж спочатку грав за юнацьку команду U17, яку тренував чемпіон світу Мирослав Клозе, а потім і U19 на чолі з віце-чемпіоном світу Мартіном Демікелісом, з якою дійшов до 1/8 фіналу Юнацької ліги УЄФА 2019/20.
3 червня 2020 року дебютував у складі «Баварії II» у матчі Третьої ліги Німеччини проти «Пройссена». а вже 20 червня 2020 року дебютував в основному складі «Баварії» в матчі німецької Бундесліги проти «Фрайбурга», вийшовши на заміну замість Томаса Мюллера і ставши наймолодшим дебютантом Баварії в Бундеслізі у віці 17 років і 115 днів. Цей матч так і залишився єдиним для молодого гравця того сезону, а команда виграла в ньому чемпіонат Німеччини та Лігу чемпіонів.
На початку нового сезону 2020/21 Мусіала виграв з командою ще два трофеї, спочатку Суперкубок УЄФА, але на поле не виходив, а за тиждень і Суперкубок Німеччини, вийшовши на заміну на 84 хвилині замість Хаві Мартінеса. У першій грі Бундесліги проти «Шальке 04» він забив гол, зробивши рахунок 8:0 і у віці 17 років і 205 днів став наймолодшим бомбардиром Бундесліги в історії «Баварії», обійшовши Роке Санта-Круса, який забив свій перший гол у Мюнхені у Бундеслізі у серпні 1999 року у віці 18 років і 12 днів. 3 листопада Мусіала дебютував у Лізі чемпіонів, вийшовши на заміну Томасу Мюллеру у виїзній грі проти австрійського «Ред Булла» (6:2). Станом на 5 лютого 2021 року відіграв за мюнхенський клуб 16 матчів в національному чемпіонаті.

## Виступи за збірні
Мусіала представляв як Англію, так і Німеччину на юнацькому рівні.
У листопаді 2020 року Мусіала вперше був викликаний до молодіжної збірної Англії на матчі відбору до молодіжного чемпіонату Європи 2021 року проти однолітків з Андорри і Албанії і дебютував вийшовши на заміну в матчі з Андоррою (3:1) 13 листопада 2020 року. Свій перший гол за молодіжку забив під час перемоги над Албанією 17 листопада 2020 року.
У січні 2021 року, вже представляючи молодіжну збірну Англії та не представляючи Німеччину на молодіжному рівні протягом трьох років, повідомлялося, що Німеччина намагатиметься викликати Мусіалу до своєї національної збірної час березневої перерви на матчі збірної. Однак Мусіала віддав перевагу виступам за збірну Англії, зазначивши, що йому було комфортніше грати за Англію на молодіжному рівні, ніж за Німеччину.
Однак на дорослому рівні Джамал Мусіала вирішив грати за збірну Німеччини і в 2021 році потрапив до заявки команди на Євро-2020, де він зіграв 2 матчі.

## Статистика виступів

### Статистика клубних виступів
| Сезон                  | Команда                | Чемпіонат              | Чемпіонат | Чемпіонат | Національний кубок | Національний кубок | Національний кубок | Континентальні кубки | Континентальні кубки | Континентальні кубки | Інші змагання | Інші змагання | Інші змагання | Усього | Усього | Усього |
| Сезон                  | Команда                | Ліга                   | Ігор      | Голів     | Ліга               | Ігор               | Голів              | Ліга                 | Ігор                 | Голів                | Ліга          | Ігор          | Голів         | Ігор   | Голів  |        |
| ---------------------- | ---------------------- | ---------------------- | --------- | --------- | ------------------ | ------------------ | ------------------ | -------------------- | -------------------- | -------------------- | ------------- | ------------- | ------------- | ------ | ------ | ------ |
| 2019–20                | «Баварія II»           | 3Л                     | 8         | 2         |                    | -                  | -                  |                      | -                    | -                    |               | -             | -             | 8      | 2      |        |
| 2020–21                | «Баварія II»           | 3Л                     | 2         | 0         |                    | -                  | -                  |                      | -                    | -                    |               | -             | -             | 2      | 0      |        |
| Усього за «Баварію II» | Усього за «Баварію II» | Усього за «Баварію II» | 10        | 2         |                    | -                  | -                  |                      | -                    | -                    |               | -             | -             | 10     | 2      |        |
| 2019–20                | «Баварія»              | БЛ                     | 1         | 0         | КН                 | 0                  | 0                  | ЛЧ                   | 0                    | 0                    |               | -             | -             | 1      | 0      |        |
| 2020–21                | «Баварія»              | БЛ                     | 26        | 6         | КН                 | 2                  | 0                  | ЛЧ                   | 6                    | 1                    | СН+СУ+КЧС     | 0+1+2         | 0             | 37     | 7      |        |
| 2021–22                | «Баварія»              | БЛ                     | 30        | 5         | КН                 | 1                  | 2                  | ЛЧ                   | 8                    | 1                    | СН            | 1             | 0             | 40     | 8      |        |
| 2022–23                | «Баварія»              | БЛ                     | 14        | 9         | КН                 | 2                  | 2                  | ЛЧ                   | 5                    | 0                    | СН            | 1             | 1             | 22     | 12     |        |
| Усього за «Баварію»    | Усього за «Баварію»    | Усього за «Баварію»    | 71        | 20        |                    | 5                  | 4                  |                      | 19                   | 2                    |               | 5             | 1             | 100    | 27     |        |
| Усього за кар'єру      | Усього за кар'єру      | Усього за кар'єру      | 81        | 22        |                    | 5                  | 4                  |                      | 19                   | 2                    |               | 5             | 1             | 110    | 29     |        |

### Статистика виступів за збірну
| Дата       | Місто         | Господарі          | Результат | Гості              | Турнір                                    | Голи | Примітки |
| ---------- | ------------- | ------------------ | --------- | ------------------ | ----------------------------------------- | ---- | -------- |
| 25-3-2021  | Дуйсбург      | Німеччина          | 3 – 0     | Ісландія           | Відбір до ЧС 2022                         | -    | 78'      |
| 31-3-2021  | Дуйсбург      | Німеччина          | 1 – 2     | Північна Македонія | Відбір до ЧС 2022                         | -    | 88' 89'  |
| 7-6-2021   | Дюссельдорф   | Німеччина          | 7 – 1     | Латвія             | товариський матч                          | -    | 76'      |
| 23-6-2021  | Мюнхен        | Німеччина          | 2 – 2     | Угорщина           | ЧЄ 2020 - груповий етап                   | -    | 82'      |
| 29-6-2021  | Лондон        | Англія             | 2 – 0     | Німеччина          | ЧЄ 2020 - 1/8 фіналу                      | -    | 90+2'    |
| 2-9-2021   | Санкт-Галлен  | Ліхтенштейн        | 0 – 2     | Німеччина          | Відбір до ЧС 2022                         | -    | 60'      |
| 5-9-2021   | Штутгарт      | Німеччина          | 6 – 0     | Вірменія           | Відбір до ЧС 2022                         | -    | 60'      |
| 8-9-2021   | Рейк'явік     | Ісландія           | 0 – 4     | Німеччина          | Відбір до ЧС 2022                         | -    | 60'      |
| 11-10-2021 | Скоп'є        | Північна Македонія | 0 – 4     | Німеччина          | Відбір до ЧС 2022                         | 1    | 74'      |
| 26-3-2022  | Зінсгайм      | Німеччина          | 2 – 0     | Ізраїль            | товариський матч                          | -    |          |
| 29-3-2022  | Амстердам     | Нідерланди         | 1 – 1     | Німеччина          | товариський матч                          | -    | 69'      |
| 4-6-2022   | Болонья       | Італія             | 1 – 1     | Німеччина          | Ліга націй УЄФА 2022—2023 - груповий етап | -    | 59'      |
| 7-6-2022   | Мюнхен        | Німеччина          | 1 – 1     | Англія             | Ліга націй УЄФА 2022—2023 - груповий етап | -    | 65'      |
| 11-6-2022  | Будапешт      | Угорщина           | 1 – 1     | Німеччина          | Ліга націй УЄФА 2022—2023 - груповий етап | -    | 78'      |
| 14-6-2022  | Менхенгладбах | Німеччина          | 5 – 2     | Італія             | Ліга націй УЄФА 2022—2023 - груповий етап | -    | 75'      |
| 23-9-2022  | Лейпциг       | Німеччина          | 0 – 1     | Угорщина           | Ліга націй УЄФА 2022—2023 - груповий етап | -    | 69'      |
| 26-9-2022  | Лондон        | Англія             | 3 – 3     | Німеччина          | Ліга націй УЄФА 2022—2023 - груповий етап | -    | 79'      |
| 23-11-2022 | Ер-Раян       | Німеччина          | 1 – 2     | Японія             | ЧС 2022 - груповий етап                   | -    | 79'      |
| 27-11-2022 | Ель-Хаур      | Іспанія            | 1 – 1     | Німеччина          | ЧС 2022 - груповий етап                   | -    |          |
| 1-12-2022  | Ель-Хаур      | Коста-Рика         | 2 – 4     | Німеччина          | ЧС 2022 - груповий етап                   | -    |          |
| Усього     |               | Матчів             | 20        |                    | Голів                                     | 1    |          |

| Дата       | Місто         | Господарі | Результат | Гості   | Турнір                             | Голи | Примітки |
| ---------- | ------------- | --------- | --------- | ------- | ---------------------------------- | ---- | -------- |
| 13-11-2020 | Вулвергемптон | Англія    | 3 – 1     | Андорра | Кваліфікація молодіжного Євро-2021 | -    | 72'      |
| 17-11-2020 | Вулвергемптон | Англія    | 5 – 0     | Албанія | Кваліфікація молодіжного Євро-2021 | 1    | 61'      |
| Усього     |               | Матчів    | 2         |         | Голів                              | 1    |          |

## Титули і досягнення
- Чемпіон Німеччини (5):

«Баварія»: 2019-20, 2020-21, 2021-22, 2022-23, 2024-25
- Володар Суперкубка Німеччини (4):

«Баварія»: 2020, 2021, 2022, 2025
- Переможець Ліги чемпіонів УЄФА (1):

«Баварія»: 2019-20
- Володар Суперкубка УЄФА (1):

«Баварія»: 2020
- Переможець Клубного чемпіонату світу (1):

«Баварія»: 2020